# 744
El 744 (DCCXLIV) fou un any de traspàs començat en dimecres del calendari julià.

## Esdeveniments
- Els francs s'annexionen l'actual Alemanya
- Es fomenta per llei la creació de mercats locals per denerata (productes de primer necessitat per un diner)